# Torre de Tiro de Redcliffe
La Torre de Tiro de Redcliffe fue una histórica torre de tiro en la ciudad de Bristol (Reino Unido). Fue el progenitor de muchas torres similares construidas en todo el mundo. La torre se encontraba en la esquina de Redcliffe Hill y Redcliffe Parade, en el suburbio de Redcliffe, entre los años 1782 y 1968.

## Historia
En 1775, William Watts, un plomero, comenzó a convertir su casa, cerca de la iglesia de Santa María, en la primera torre de perdigones del mundo, con el fin de fabricar perdigones de plomo mediante su innovador proceso de torre. Hizo esto agregando una torre en lo alto de su casa y excavando un pozo en la arenisca blanda debajo, logrando una caída total de alrededor de 27 m Para 1782, la torre estaba completa y en producción, y a Watts se le otorgó una patente sobre su proceso, que consistía en verter plomo fundido a través de una bandeja de zinc perforada en el agua que se encuentra debajo.
William Watts se declaró en quiebra en 1794, pero su torre sobrevivió a varios cambios de propiedad hasta que Sheldon Bush and Patent Shot Company Limited se hizo cargo de ella en 1868. La torre siguió siendo una característica bien conocida de Redcliffe hasta 1968, cuando fue demolida para dar paso a mejoras viales. La fabricación de perdigones de Sheldon Bush and Patent Shot Company se transfirió a la nueva torre de tiro Cheese Lane en las orillas del puerto de Bristol.